# FAME Studios
FAME (Florence Alabama Music Enterprises) Studios — студія звукозапису в Масл-Шолс, Алабама (США). Заснована наприкінці 1950-х років Ріком Голлом, Біллі Шерріллом і Томом Стаффордом.
Серед музикантів, які записувались на студії Вілсон Пікетт, Арета Франклін, Отіс Реддінг, Джо Текс, Двейн Оллмен, The Hour Glass, Кларенс Картер, Кенді Стейтон, Мек Девіс, Пол Анка, Том Джонс, Етта Джеймс, Енді Вільямс, The Osmonds, Shenandoah та інші.
15 грудня 1997 року включена в Реєстр визначних пам'яток і спадщини Алабами, а 2016 року — в Національний реєстр історичних місць. Голл керував студією до своєї смерті у 2018 році, і вона продовжує працювати досі. 